# علف‌انبانی زیرسرده چندحباب
علف‌انبانی زیرسرده چندحباب (نام علمی: Utricularia subg. Polypompholyx)، یک زیرسرده از جنس علف‌انبانی است. چندحباب به‌عنوان گروه خواهر به کلاد زیرسرده‌های علف‌انبانی و دودریچه پشتیبانی می‌شود. در جنس علف‌انبانی، بخشه‌های چندحباب شامل چندحباب (Polypompholyx)، سه‌دندان (Tridentaria) و بزرگ‌حفاظ (Pleiochasia) به‌دلیل نوع گرده سه‌گانه خود، ابتدایی‌ترین هستند.